# Crioulo português de Belu
Crioulo português de Belu é uma língua crioula de base portuguesa falada por pessoas nas regências de Belu e Malaka, Indonésia, perto da fronteira com Timor-Leste. Devido a estas relações e aos seus laços históricos com as colónias portuguesas vizinhas, as regiões de Belu e Malaka também foram fortemente influenciadas pelo português, a língua oficial de Timor-Leste.

## Nomeação
O próprio nome crioulo português de Belu raramente é usado pela população local, mais frequentemente o chamam simplesmente de bahasa portugis, que significa "língua português".

## História
Portugal chegou pela primeira vez a ilha de Timor em 1515, inicialmente desembarcando em Kupang (Cupão), em Timor Ocidental, que eventualmente se tornou território neerlandês. Anteriormente, Portugal estabeleceu pela primeira vez a sua colónia em Malaca na península Malaia. Depois, em 1513, expandiram finalmente o seu poder para Ambão, onde construíram um forte antes de finalmente cair nas mãos dos neerlandeses. Por outro lado, Portugal foi finalmente empurrado para Timor e por fim fundou a sua colónia lá. Através do Tratado de Lisboa entre Portugal e os Países Baixos, eles concordaram em determinar os limites dos territórios coloniais dos dois países em Timor. Este acordo foi assinado em 20 de abril de 1859. Portugal também transformou o território de Oe-Cusse Ambeno num enclave de Timor Português.

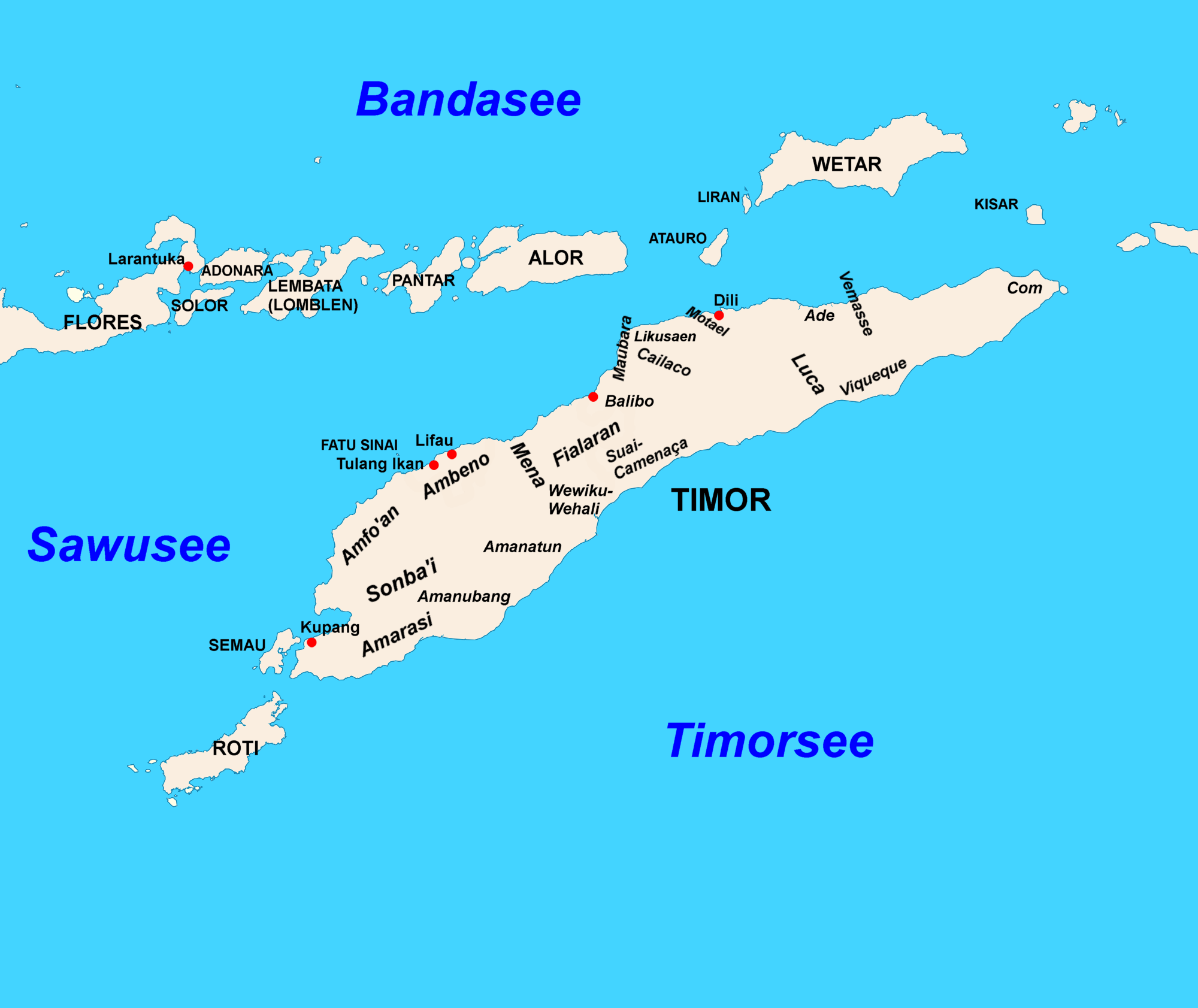
Mapa de Timor e das ilhas vizinhas em 1700, Wewiku–Wehali no centro são as atuais regiões de Belu e Malaka

Nessa altura, em Belu e Malaka, que mais tarde se tornou território das Índias Orientais Neerlandesas, Portugal já controlava a região, até que os neerlandeses conseguiram assumir o controlo da região. Os reinos tradicionais em Belu e Malaka naquela época incluíam Wewiku, Wehali (Veale), Tasifeto, e vários outros pequenos reinos. Estes reinos opunhavam-se fortemente aos Países Baixos e simpatizavam com Portugal. O uso do título português "Dom" entre a nobreza local era comum. Isto aconteceu porque a influência de Portugal estava profundamente enraizada na região. Entre as coisas que raramente são registradas, nomeadamente Wewiku–Wehali são conhecidos por terem estabelecido amizade com o Sultanato de Gowa (Macáçar) através de relações comerciais sândalo e são conhecidos por terem se convertido ao Islã.
A ilha de Timor é conhecida por ter uma diversidade linguística e cultural muito elevada, especialmente nas partes central e oriental. Naquela época, uma língua crioula de base malaia era amplamente usada pelos aristocratas locais como língua franca. Pode-se dizer que a influência da língua malaia, que é bastante forte na parte oriental do arquipélago Malaio, e a influência dos sultanatos islâmicos ali. Especialmente em Timor, isto também foi influenciado pelos marinheiros de Macáçar do Sultanato de Gowa na parte sul de Celebes que frequentemente paravam e negociavam com reinos locais em Timor. Toponímia de áreas que têm raízes em malaio também podem ser encontradas lá, incluindo Batugade lit.  "pedra grande" e Pante Macassar lit.  "praia de Macáçar". O malaio tornou-se efetivamente língua franca lá antes mesmo da chegada dos europeus, dando origem à forte influência desta língua nas línguas locais de Timor. A chegada de Portugal em Timor também trouxe a sua língua e cultura aos nobres locais. O português era usado pelos nobres locais, mas devido à influência mais forte do malaio, o uso do português também foi fortemente influenciado pelo vocabulário malaio. A política forçada de Portugal de assimilação cultural e religiosa católica da população local também tornou o uso da língua cada vez mais importante.
Em Belu e Malaka, Timor Ocidental, perto da fronteira com o atual Timor-Leste, o português ainda é frequentemente ouvido com sotaques locais e influências da língua local. Além disso, a história da sua proximidade com a região de Timor Português em comparação com outras regiões de Timor Ocidental torna o uso do português mais eficaz. O uso do português entre os povos de Belu e Malaka foi ainda mais reforçada quando alguns timorenses portugueses fugiram para Timor Ocidental, especialmente para Belu e Malaka devido à sua proximidade. A instabilidade de Timor-Leste, que acabara de se separar de Portugal em 1975, fez com que atravessassem a fronteira e alguns acabassem por aí se estabelecer. Levaram a cultura timorense portuguesa aos povos de Belu e Malaka, que anteriormente também foram influenciados por Portugal.
Nessa altura, a Indonésia começou a perceber que Timor-Leste, que acabara de ser abandonado por Portugal, se tornaria uma ameaça para a região por causa da influência do comunismo. Através do seu presidente, Suharto, a Indonésia iniciou a invasão de Timor-Leste. Isto também tornou a onda de refugiados para Timor Ocidental ainda mais forte. Foi só depois que a Indonésia se retirou Timor-Leste em 1999, que a maioria dos refugiados regressaram à sua terra natal em Timor-Leste. No entanto, isto também enfraqueceu a influência da língua portuguesa, especialmente depois que a Indonésia tornou-se independente em 1945, a política da língua nacional, nomeadamente o uso da língua indonésia tornou-se cada vez mais importante. É claro que isto fez com que o português fosse cada vez menos utilizado, especialmente porque a Indonésia, que nessa altura acabara de se tornar independente, tentava eliminar a influência estrangeira, especialmente a influência europeia, no seu território.
A formação desta língua crioula de base portuguesa baseou-se na diversidade linguística do povo timorense, neste caso Belu e Malaka. Os povos de Belu e Malaka estão basicamente divididos em dois grupos étnicos diferentes, nomeadamente a tétumeses que tem uma população maior, também com maior presença em Timor-Leste, e a bunakeses que vivem na região norte de Belu e do outro lado da fronteira em Timor-Leste. Além disso, a atonieses de Timor Ocidental também esteve presente lá. Especialmente no passado devido à expansão agressiva para outras comunidades locais levada a cabo pelo povo Atoni em Timor Ocidental. Os apelidos (sobrenomes) portugueses são mais frequentemente usados em Belu e Malaka do que noutras áreas de Timor Ocidental. Nomes como da Costa, da Silva, da Gama, e outros nomes são comumente usados pelo povo de Belu e Malaka. Vários empréstimos do português também são usados com frequência. A partir da década de 2000, os falantes tornaram-se raros, principalmente apenas idosos e descendentes de aristocratas locais. Muitos membros da geração mais jovem estão a tornar-se mais fluentes em indonésio e na língua crioula de base malaia, nomeadamente o malaio de Kupang, que é atualmente a mais utilizada. A língua crioula portuguesa em Belu (incluindo Malaka) também está mal documentada, o que poderá acelerar a sua extinção.

## Uso e ameaça de extinção

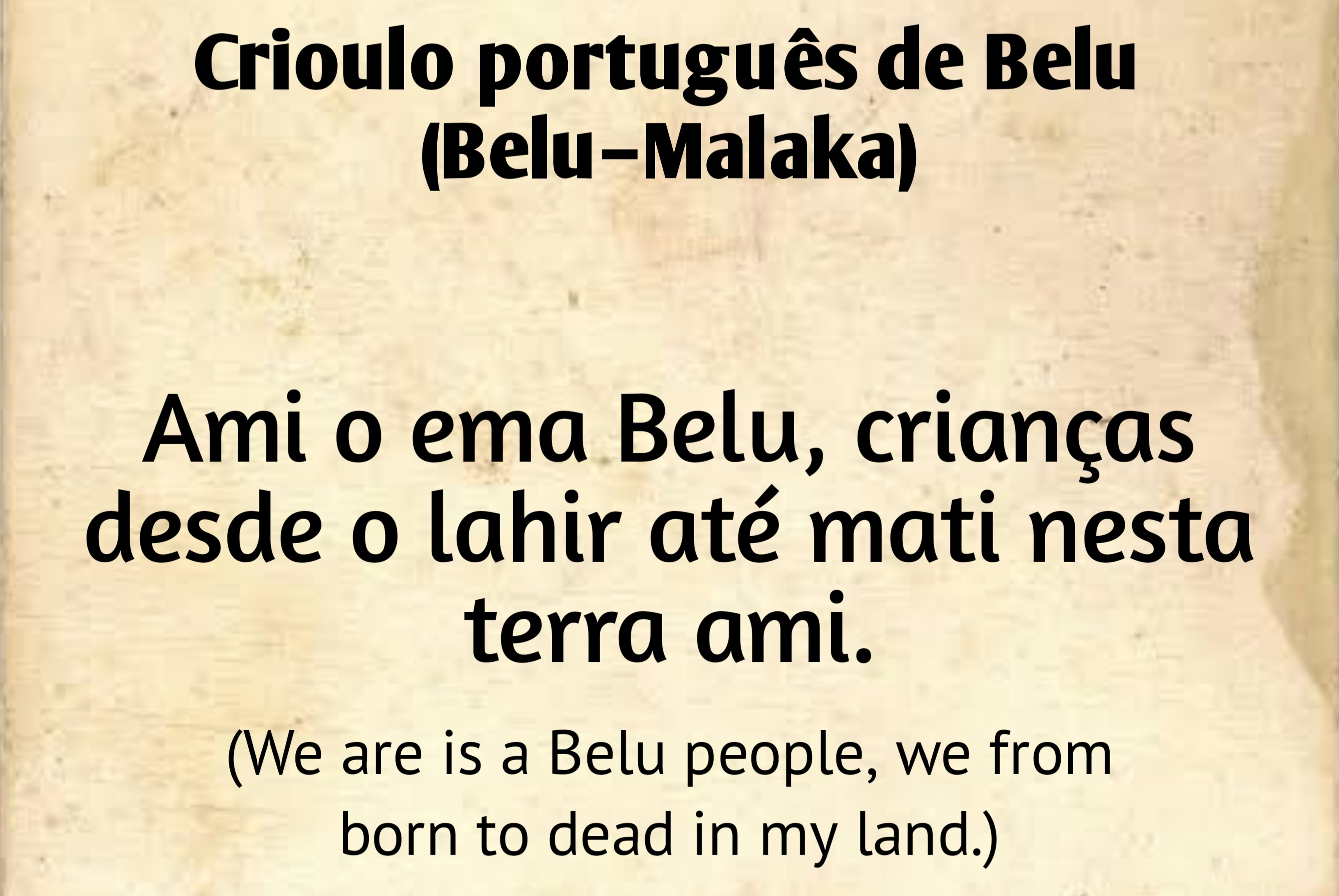
Ami o ema Belu, crianças desde o lahir até mati nesta terra ami, traduzido "Somos povo Belu, do nascimento à morte permaneço em nossa terra"

O uso do crioulo português de Belu, especialmente no final do século XX, tornou-se muito raro. Restam apenas "alguns" de seus descendentes originais, entrando principalmente no início dos anos 2000. A maioria dos falantes mudaram para a língua indonésia e o malaio de Kupang, que são mais comumente usados na região. Também se pode dizer que é pouco provável que se encontre um falante de português fluente, a menos que o falante venha de Timor-Leste, que faz fronteira com a região. O Governo da Regência de Belu não tem até lançou um programa de preservação da cultura e da língua portuguesa no seu território. O português também tem influência nas línguas regionais de lá, como bunak e tétum. Especialmente tetum-praça em Díli, Timor-Leste, esta língua é fortemente influenciada pelo português. Entretanto, a língua tétum Belu (terik) tem uma grande influência, mas não é muito comparada com a língua tetum-praça.